# Девід Морріс
Девід Морріс (англ. David Morris, 31 серпня 1984)— австралійський фристайліст, спеціаліст з акробатики, олімпійський медаліст.
Першу свою медаль (срібло) Морріс здобув на аматорських змаганнях у Парк-Сіті (США). Згодом він виграв ще два етапи Кубка Північної Америки і посів 4-те місце в заліку КПА. Так сталося і в наступному сезоні 2008-09. На етапах Кубка світу вперше з'явився 30 січня 2009 року в американському Дір-Веллі. Тоді він був 27-им. Там само, але вже в наступному, олімпійському, сезоні, він став 9-им, що й дозволило йому потрапити на Олімпіаду у Ванкувер. Там він зупинився за крок до фіналу - був 13-им.

## Результати

### Олімпійські ігри
- Ванкувер 2010 - 13 місце

### Чемпіонати світу
- 04/03/2009  Інавасіро 2009 - 18 місце
- 04/02/2011  Дір-Веллі 2011 - 14 місце

### Кубок світу
На п'єдестали ще не потрапляв; найкращий результат - 6 місце на етапі КС 19/12/2010 у  Бейда Лейк.
| Сезон | Загальний залік | Залік акробатики |
| ----- | --------------- | ---------------- |
| 2009  | 191 (1 очко)    | 43 (5)           |
| 2010  | 64 (20)         | 15 (123)         |
| 2011  | 51 (18)         | 16 (123)         |

### Кубок Європи
На п'єдестали ще не потрапляв; найкращий результат - 5 місце на етапі КЄ 04/12/2010 у  Руці. У сезоні 2010/2011 зайняв 23 місце у заліку КЄ з акробатики.

### Кубок Північної Америки
| № | Дата       | Місце проведення | Результат |
| - | ---------- | ---------------- | --------- |
| 1 | 16/02/2008 | Апекс            | Золото    |
| 2 | 10/01/2009 | Монт Габріел     | Бронза    |
| 3 | 21/02/2009 | Ванкувер         | Бронза    |
| 4 | 06/02/2010 | Монт Габріел     | Золото    |

| Сезон | Залік акробатики |
| ----- | ---------------- |
| 2009  | 4 (219)          |
| 2010  | 11 (136)         |
| 2011  | 40 (9)           |

### Чемпіонати США
8 березня 2009 року взяв участь в національному чемпіонаті США, де був єдиним не американцем. Там він фінішував 9-им.